# Мъркюри 11
Мъркюри 11 (на английски: Mercury 11) е пилотиран космически кораб от първо поколение на САЩ. Стартът му е планиран за 1963 г. Полетът е отменен през октомври 1962 г.

## Екипаж
| Пост  | Астронавт                            |
| Пилот | Върджил Грисъм един космически полет |